# Ik zie, ik zie wat jij niet ziet
Ik zie, ik zie wat jij niet ziet (ook 'Ik zie, ik zie' genoemd) is een (verjaardags)spel of kinderspelletje, waarbij een voorwerp moet worden geraden, dat een van de spelers in gedachten heeft en dat voor alle spelers zichtbaar aanwezig is. Het enige kenmerk dat hij geeft is de kleur.
- Ik zie, ik zie wat jij niet ziet en de kleur is... rood.

ook wel:
- De vraag "Ik zie, ik zie wat jij niet ziet" wordt door een der spelers beantwoord met: "Hoe mag het blinken", waarop de kleur van het voorwerp gegeven wordt.

De overige deelnemers mogen dan om de beurt raden wat het zou kunnen zijn. Degene die de vraag heeft gesteld, antwoordt alleen met "ja" of "nee". Wordt het voorwerp geraden, dan is de rader aan de beurt de vraag te stellen.
Het is natuurlijk zaaks om een zo onwaarschijnlijk mogelijk ding te kiezen, want wordt het niet geraden, dan mag men nog een keer.